# Populační teorie
Populační teorie je obecně pojem označující teorii o rozvoji a udržitelnosti rozvoje populace. Během staletí se vyvinulo více takových teorií; mezi 3 nejzákladnější populační teorie patří Malthusova populační teorie, Teorie populačního optima, Teorie demografického přechodu.
Teorie se liší způsobem, jakým nahlížejí na danou problematiku. Malthusova populační teorie pracuje s nárůstem lidské populace a na druhou stranu s úbytkem potravin. Teorie populačního optima považuje za ideální populaci takovou, která je schopna vygenerovat maximální příjem na hlavu.  V dnešní době je nejpoužívanější populační teorií tzv. teorie demografického přechodu – ta se zabývá populačním vývojem v průběhu času. Úzce tato teorie souvisí s vyspělostí dané země.

## Malthusova populační teorie
Malthusiánství je směr v demografii, ekonomii a sociologii iniciovaný anglickým ekonomem a pastorem Thomasem Robertem Malthusem. Původ má v Malthusově populační teorii z 18. století.
V roce 1798 vydal dílo Esej o principu populace, ve kterém vysvětluje vztah početnosti populace vzhledem ke zdrojům potravy.
Podle Malthuse je člověk obdarovaný rozumem, avšak nedokáže se zbavit zákonů přírody. Působí na něj dva pudy – potravní a rozmnožovací. Schopnost populace rozmnožovat se je však větší, než schopnost zabezpečit si potravu. Populace roste geometrickou řadou, avšak potrava stoupá řadou aritmetickou. Z toho vyplývá, že populace může přerůst svoje potravinové zdroje.
„Síla populace je nekonečně větší než síla Země, která pro člověka produkuje potravu. Populace, je-li nekontrolovaná, narůstá geometrickou řadou. Potraviny rostou jen aritmetickou řadou. Jen povrchní pohled na čísla ukáže neúměrnost první síly v poměru ke druhé. Zákon přírody, jenž produkuje jídlo nutné k obživě člověka, ale rovněž určuje, že účinky těchto dvou nestejných sil – růst populace i růst potravinových zdrojů – musí být udržovány v rovnováze.“ (Malthus [1798] 2002, s. 12)
Tato přirozená nerovnováha dvou sil – populace a produkce potravin – způsobuje neustálé problémy a kvůli tomu se nemůže společnost zdokonalovat.
„Pro udržení světové populace na nějakém čísle, například na stovce milionů, by lidský druh rostl v poměru 1, 2, 4, 16, 32, 64, 128, 256, 512 a tak dále, zatímco potraviny by se zvyšovaly v poměru 1, 2, 3, 4, 5, 6, 7, 8, 9, 10 atd. Během dvou a čtvrt století by se populace nacházela vůči zdrojům obživy v poměru 512 ku 10, během tří století by byl poměr 4096 ku 13, a za dva tisíce let by diference byla téměř nespočitatelná, ačkoli se v té době zvýšila produkce na obrovskou míru“ (Malthus [1798] 2002, s. 17).2

I když nabídka a výroba potravin stále roste, produktivita se zvyšuje a populace roste ještě rychleji. To bude vést k nedostatku základních potravin pro všechny lidi a lidé budou umírat hlady. Podle Malthuse se však absolutnímu přelidnění dá předejít dvěma způsoby kontroly – pozitivní/přirozenou a preventivní:

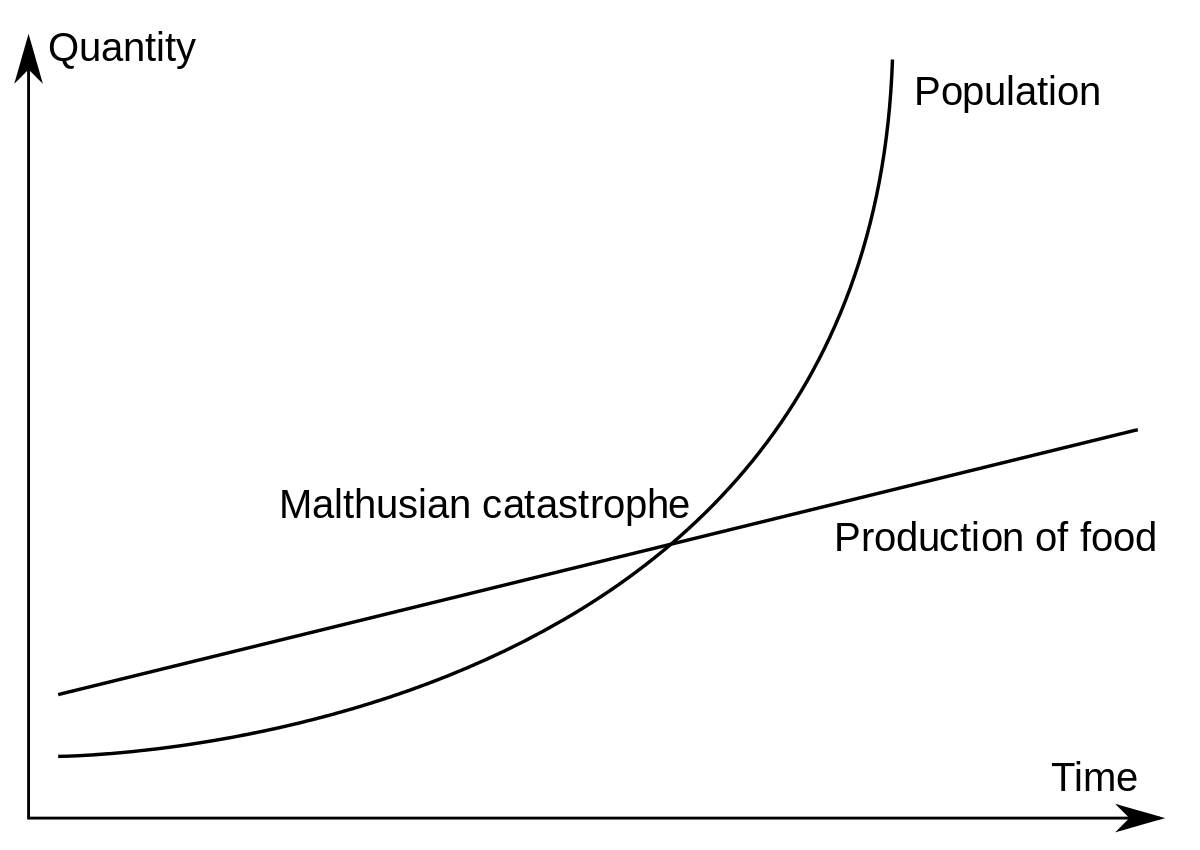
Malthusian theory

A.     preventivní kontroly – dobrovolné chování se lidí tak, aby zabránili přelidnění. Patří tam sebeovládání (lidé nebudou uzavírat manželství do té doby, než sami nebudou schopni uživit rodinu, takže se svatbou budou muset častokrát čekat do pozdního věku). Popisuje také různé „nemorální/nelidské“ způsoby, jako kontrolovat růst populace (cizoložnictví, prostituce a antikoncepce). Kvůli jeho víře však upřednostňoval sebeovládání a tyto praktiky nepodporoval.
B.     pozitivní kontroly – snižuje průměrnou délku života a upravuje nerovnost mezi zásobou potravin a růstem populace. Populaci také ovlivňují přírodní katastrofy, jako například záplavy, zemětřesení, a nebo dokonce choroby a války, které Malthus považuje v zásadě za pozitivní jevy. Ty mohou vyústit v katastrofu/krizi, což znamená, že lidstvo se bude muset vrátit k základnímu přežívání (za jeden z příkladů se dá považovat irský bramborový hladomor). 
Malthusiánství se později stalo jedním z impulzů pro první představitele eugeniky. Také ovlivnilo myslení Herberta Spencera, Maxe Webera, Alfreda Webera nebo Charlesa Darwina, který Malthuse označil jako „velkého filozofa“. 

## Teorie populačního optima
Definice
Pojmem optimální populace se myslí ideální velikost populace, která v kombinaci s ostatními dostupnými zdroji nebo výrobními prostředky státu přinese maximální výnosy nebo příjmy na hlavu. Poprvé tento termín „Optimální populace“ použil ve své knize Wealth Erwin Cannan. Na něho navázali Robbins a Carr-Saunders.  Robbins teorii definuje jako populaci, která právě poskytuje maximální možný výnos, jedná se tudíž o optimální populaci nebo o nejlepší možnou populaci. Carr-Saunders na tento názor navazuje a vnímá jí jako „obyvatelstvo“, které produkuje maximální ekonomické blaho. Tato teorie vychází z těchto předpokladů. 1. Přírodní zdroje země jsou dány v určitém časovém bodě, ale pokaždé se přeměňují. 2. Na výrobních prostředcích se nic nemění. 3. Zásoby kapitálu zůstávají  neměnné. 4. Zvyky a vkus lidí se nemění. 5. Poměr pracujících zůstává konstantní i s růstem populace. 6. Pracovní doba se dlouhodobě nemění. 7. Způsoby organizace podniků jsou konstantní.
Vzhledem k těmto předpokladům je optimální populací ta ideální velikost populace, která poskytuje maximální příjem na hlavu. Každý vzestup nebo zmenšení velikosti populace nad nebo pod optimální úroveň sníží příjem na hlavu. Pokud po zvýšení počtu obyvatel následuje zvýšení příjmu na obyvatele, země je nedostatečně osídlená a může si dovolit svůj počet obyvatel zvyšovat, dokud nedosáhne optimální úrovně. Naopak, pokud zvýšení počtu obyvatel povede ke snížení příjmu na obyvatele, země je přelidněná a potřebuje pokles počtu obyvatel, dokud nebude příjem na obyvatele maximalizován. Jedná se o statickou verzi teorie. 
Optimální úroveň není pevný bod, ale pohyblivý. Mění se se změnou kteréhokoli z předpokládaných faktorů. Například pokud dojde ke zlepšení metod a technik výroby, stoupne výkon na hlavu a optimální bod se posune směrem nahoru.
Co je dnes pro zemi optimální, nemusí být zítra, pokud se zvýší zásoby přírodních zdrojů a optimální bod bude vyšší než dříve. Příjem na hlavu je nejvyšší v okamžiku, kdy průměrný produkt práce začne klesat. Tento bod maximálních výnosů je bodem optimální populace.
Kritika Optimální teorie: 
1. První slabinou optimální teorie je, že je obtížné říci, zda existuje něco jako optimální populace. V dnešní světě neexistuje země, která by měla optimální populační úroveň.
2. Optimální úroveň populace není možné kvantitativně měřit
3. Další potíže se týkají měření příjmů na obyvatele v zemi. Údaje o příjmech osob jsou často nepřesné a zavádějící
4. Zanedbává distribuční aspekt zvýšení Per Capita příjmů: I kdyby se  předpokládalo, že příjem na hlavu lze měřit, není jisté, že by nárůst populace doprovázený zvýšením příjmu na obyvatele přinesl zemi prosperitu.
5. Koncepce optimální populace předpokládá, že techniky výroby, zásoby kapitálu a přírodních zdrojů, zvyky a vkus lidí, poměr pracující populace k celkové populaci a způsoby organizace podnikání jsou konstantní. Všechny tyto faktory se však neustále mění.
6. Zanedbává sociální podmínky, které značně ovlivňují úroveň obyvatelstva v zemi. Optimální teorie bere v úvahu pouze ekonomické faktory.
7. Nevysvětluje důvody nárůstu či poklesu porodnosti a úmrtnosti, vliv urbanizace a migrace na růst populace atd.
8. Nevysvětluje, jak lze zachovat optimální úroveň po dosažení

Závěr: 
Na základě výše uvedených bodů lze dojít k závěru, že tato teorie nemá žádné praktické využití. Jedná je pouze o teoretický náhled na danou problematiku populace.

## Teorie demografického přechodu
Definice
Teorie demografického přechodu byla poprvé popsána americkým demografem Warrenem Thompsonem na konci 20. let 19. století a zabývá se populační změnou v průběhu času. Model této teorie se zabývá změnou poměru narozených a zemřelých lidí za jeden rok a je vyjádřen pomocí grafu, který je rozdělen do čtyř nebo pěti fází. Porodnost je vyjádřena jako podíl počtu narozených dětí a počtu obyvatel daného území, kde výsledek tohoto výpočtu je vynásoben tisícem. Úmrtnost se počítá stejným vzorcem. Nevýhodou tohoto modelu je nezohledňování délky jednotlivých fází demografického přechodu, které se v různých regionech světa liší.
1. fáze
První fáze popisuje vývoj porodnosti a úmrtnosti před industriální revolucí. Je ale nutné poznamenat, že začátek industriální revoluce se v jednotlivých zemích světa velmi liší, a proto jsou mimo jiné v této době na začátku 20. století různé regiony světa v odlišných fázích demografického přechodu. Toto období zhruba od zemědělské revoluce před 10 000 lety se vyznačuje velmi pomalým počtem nárůstu obyvatelstva. Tato fáze se vyznačuje vysokou porodností, která je způsobena potřebou velkého počtu pracovníků na polích a také velkou úmrtností obyvatelstva. Lidé umírají ve velkém počtu kvůli fatálnímu nedostatku hygieny, mnoha nemocem, proti kterým se neuměli bránit a častému nedostatku jídla způsobeného neúrodou.
2. fáze

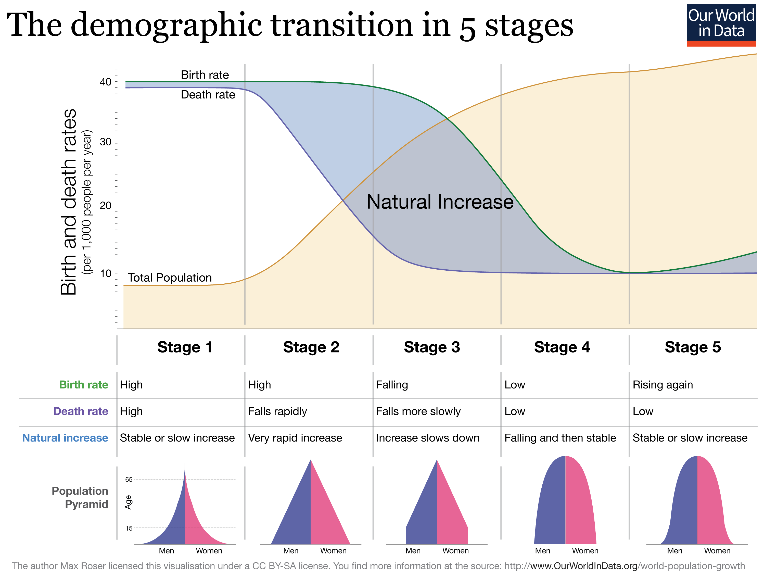
Theory of demographic transition

Druhá fáze demografického přechodu začíná ve vyspělé části Evropy a severní Ameriky před koncem 18. století. Toto období se vyznačuje dramatickým snížením úmrtnosti, které je způsobeno agrární revolucí, výrazným zlepšením hygienickým podmínek a začínajícím výzkumem v oblasti očkování a obrany proti nemocem. Nicméně porodnost zůstala stále vysoká, a tudíž tato fáze je charakteristická vysokým nárůstem počtu obyvatelstva. Ačkoliv druhé období demografické revoluce proběhlo ve vyspělých částech světa v 19. století či v méně vyspělých zemích v první polovině 20. století, mnoho málo rozvinutých zemích světa je v dnešní době stále ve druhé fázi demografického přechodu.
3. fáze
Třetí fáze demografického přechodu se vyznačuje výrazným poklesem porodnosti a zároveň úmrtnost se ještě nepatrně zmenšuje. Nárůst počtu obyvatelstva přestává být vysoký a začíná se přibližovat k vyrovnanému přírůstku obyvatelstva. Ke snížení porodnosti přispívá změna myšlení lidí, že vlastně tolik dětí už nepotřebují, když se jich valná většina dožije dospělosti. Dále ke změně také přispívá urbanizace, která zvyšuje náklady rodičů na samotné děti, které také začínají v této fázi demografické mnohem více studovat, a tudíž jsou delší dobu závislé na penězích od svých rodičů. Nelze také opomenout rozšiřující se dostupnost antikoncepce a vědomí o jejím správném používání. 
4. fáze
Čtvrtá fáze demografického přechodu popisuje nízký stav porodnosti i úmrtnosti a růst počtu obyvatelstva se v pozdějším období této fáze zastavuje. Ve vyspělých zemích světa sice dochází k růstu počtu obyvatelstva, ale to jen díky migraci z méně vyspělých částí světa. Během čtvrté fáze demografické revoluce dochází ke stárnutí obyvatelstva a v mnoha zemích vzniká problém s financováním důchodového systému. 
5. fáze
Pátá fáze demografického přechodu popisuje možný malý nárůst porodnosti ve vyspělých zemích. V prvních dekádách 20. století dochází ve většině vyspělých zemí ke slabému nárůstu porodnosti. Tento trend je v rozporu s názorem, že čím je společnost bohatší, tím má méně dětí. I kvůli tomuto argumentu je budoucnost 5. fáze a celý demografický vývoj v budoucnosti velmi nejasný.
Původní model obsahoval čtyři části, v dnešní době se v některých publikacích objevuje pátá fáze, která popisuje pomalý nárůst porodnosti. 
V rozvojových zemích světa kvůli pozdějšímu příchodu druhé fáze demograf. revoluce došlo k rychlejšímu poklesu porodnosti „(50 yrs. vs. 150 yrs.)“ , což ale mimo jiné vede k delšímu období mezi snížením úmrtnosti a následnému snížení porodnosti oproti vyspělým zemích. Dalším důvodem je ekonomická zaostalost rozvojových zemí a velké množství obyvatel na venkově, zejména v Africe. 